# Романов Юрій Олександрович (фізик)
Ю́рій Олекса́ндрович Рома́нов (17 червня 1926, Москва, РРФСР, СРСР — 1 листопада 2010, Саров, Росія) — радянський і російський фізик-теоретик. Герой Соціалістичної Праці (1961), лауреат Сталінської (1953), Ленінської (1958) та Державної (1975) премій СРСР.

## Біографія
Народився 17 червня 1926 року в Москві в родині інженерів.
Освіта:
- 9 класів московської школи № 64 (1941, іспити за 10 клас здав екстерном у Свердловську в 1942 році),
- перший курс Свердловського заочного відділення МДУ (1942—1943),
- три курси моторного факультету МАІ (1943—1946),
- заочне відділення МДУ (1947, с відзнакою),
- третій-п'ятий курси інженерно-фізичного факультету Московського механічного інституту (1946—1948),
- аспірантура ФІАН (1948—1951, відділ І. Е. Тамма).

З 1948 року науковий співробітник ФІАН. У 1950 році разом з групою, очолюваною І. Е. Таммом, переведений на роботу в КБ-11 (ВНІІЕФ). Один із творців першої радянської водневої бомби, розробник заряду РДС-37.
У 1952 році захистив в Інституті атомної енергії кандидатську дисертацію щодо методів розрахунку нейтронних кінетичних процесів.
У 1953 р. за участь у створенні першого термоядерного заряду присуджена Сталінська премія, нагороджений орденом Трудового Червоного Прапора. У 1956 р. за розробку принципово нової конструкції термоядерних зарядів нагороджений другим орденом Трудового Червоного Прапора. З 1955 року працював у НДІ-1011 (ВНДІТФ): начальник теоретичного відділення, потім також заступник наукового керівника, з 1960 р — перший заступник наукового керівника ВНДІТФ.
У 1958 р. за сукупністю заслуг (без захисту дисертації) присуджено наукове звання доктора фізико-математичних наук. Професор (1962).
За комплекс робіт, пов'язаних з освоєнням космічного простору й дослідженням вражаючих факторів висотного вибуху, 1961 р. присвоєно звання Героя Соціалістичної Праці.
У 1963 р. присуджена Ленінська премія (за створення надпотужного заряду).
З 1967 р. знову працював у ВНІІЕФ: заступник наукового керівника, з 1969 р. завідувач відділення фізиків-теоретиків, з 1998 р. — заступник наукового керівника з ПРО, головний науковий співробітник відділення.
У 1971 р. нагороджений орденом Жовтневої Революції, в 1975 р. присуджена Державна премія СРСР.
Також нагороджений орденом «За заслуги перед Вітчизною» III ступеня (1997) і медаллю «В пам'ять 850-річчя Москви».
Помер 1 листопада 2010 року. Похований на Троєкуровському кладовищі.